# Justas Pažarauskas
Justas Pažarauskas (15 de diciembre de 1991) es un deportista lituano que compitió en golbol. Ganó dos medallas en los Juegos Paralímpicos de Verano, oro en Río de Janeiro 2016 y bronce en Tokio 2020.

## Palmarés internacional
| Juegos Paralímpicos | Juegos Paralímpicos     | Juegos Paralímpicos | Juegos Paralímpicos |
| Año                 | Lugar                   | Medalla             | Competición         |
| ------------------- | ----------------------- | ------------------- | ------------------- |
| 2016                | Río de Janeiro (Brasil) | Medalla de oro      | Torneo masculino    |
| 2020                | Tokio (Japón)           | Medalla de bronce   | Torneo masculino    |